# Lal Thanzaua Pudaite
Lal Thanzaua Pudaite (* 1938; †  2008) war ein indischer Diplomat.

## Leben
Von 1962 bis 1964 lehrte er an der Sielmat christlichen Highschool in Manipur. Anschließend war er 1964 beim Indian Audit and Accounts Service beschäftigt. 1966 trat er in den Indian Foreign Service ein. Von 1967 bis 1970 war er dritter Sekretär an der indischen Kommission in Hongkong. Von 1970 bis 1973 war er stellvertretender Protokollchef des Außenministeriums in Neu-Delhi und in der Folge von 1973 bis 1977 erster Gesandtschaftssekretär in Budapest. Anschließend fungierte er in Sansibar (Tansania) bis 1979 als Generalkonsul und danach bis 1981 als Gesandtschaftsrat in San Marino. Von 1981 bis 1984 war er Generalkonsul in Belgrad und im Folgejahr Geschäftsträger in Kuwait. Von 1985 bis 1989 war er Hochkommissar in Lilongwe (Malawi), danach von 1989 bis 1992 Botschafter in Seoul. Im Anschluss an diese Tätigkeit fungierte er bis 1995 als Botschafter in Budapest; zeitgleich war er in Zagreb (Kroatien) und Sarajevo (Bosnien und Herzegowina) als Botschafter akkreditiert. Von 1995 bis 1996 war er Botschafter in Rangoon (Burma). Im Jahr 1996 wurde er in den Ruhestand versetzt. Dennoch war er von 1997 bis 2000 als Vertreter in Taipei tätig.